# Фофана, Малик
Мали́к Ма́ртин Фофана́ (нидерл. Malick Martin Fofana; род. 31 марта 2005, Алст) — бельгийский футболист, крайний нападающий клуба «Олимпик Лион» и национальной сборной Бельгии.

## Клубная карьера
Летом 2014 года перешёл из академии «Эндрахта» в молодёжку «Гента». Дебютировал за клуб в Суперкубке Бельгии 2022 в матче с «Брюгге», заменив Свена Кумса на 95-й минуте. В чемпионате Бельгии сыграл 30 июля 2022 года в матче с клубом «Сент-Трюйден».
10 января 2024 года перешёл во французский «Олимпик Лион», подписав контракт до 30 июня 2028 года. Сумма трансфера составила 17 миллионов евро и ещё 5 миллионов евро возможными бонусами. Кроме того, «Гент» получит 20 % от прибыли с возможной перепродажи футболиста.

## Карьера в сборной
Играл за молодёжные сборные Бельгии различных возрастов (до 15, до 17, до 18, до 20, до 21 года). 10 октября 2024 года дебютировал в главной сборной Бельгии в матче Лиги наций УЕФА против Италии.

## Статистика выступлений

### Клубная статистика
| Выступление      | Выступление      | Выступление      | Лига | Лига | Кубок | Кубок | Еврокубки | Еврокубки | Прочие | Прочие | Итого | Итого |
| Клуб             | Лига             | Сезон            | Игры | Голы | Игры  | Голы  | Игры      | Голы      | Игры   | Голы   | Игры  | Голы  |
| ---------------- | ---------------- | ---------------- | ---- | ---- | ----- | ----- | --------- | --------- | ------ | ------ | ----- | ----- |
| Гент             | Про-лига         | 2022/23          | 22   | 0    | 3     | 1     | 7         | 0         | 1      | 0      | 33    | 1     |
| Гент             | Про-лига         | 2023/24          | 19   | 2    | 2     | 0     | 10        | 2         | 0      | 0      | 31    | 4     |
| Гент             | Итого            | Итого            | 41   | 2    | 5     | 1     | 17        | 2         | 1      | 0      | 64    | 5     |
| → Йонг Гент      | Дивизион 1       | 2022/23          | 13   | 4    | 0     | 0     | 0         | 0         | 0      | 0      | 13    | 4     |
| → Йонг Гент      | Итого            | Итого            | 13   | 4    | 0     | 0     | 0         | 0         | 0      | 0      | 13    | 4     |
| Олимпик Лион     | Лига 1           | 2023/24          | 17   | 3    | 4     | 1     | 0         | 0         | 0      | 0      | 21    | 4     |
| Олимпик Лион     | Лига 1           | 2024/25          | 29   | 5    | 2     | 0     | 10        | 6         | 0      | 0      | 41    | 11    |
| Олимпик Лион     | Итого            | Итого            | 46   | 8    | 6     | 1     | 10        | 6         | 0      | 0      | 62    | 15    |
| Всего за карьеру | Всего за карьеру | Всего за карьеру | 100  | 14   | 11    | 2     | 27        | 8         | 1      | 0      | 139   | 24    |

### Международная
| Сборная          | Сезон            | Товарищеские | Товарищеские | Официальные | Официальные | Итого | Итого |
| Сборная          | Сезон            | Игры         | Голы         | Игры        | Голы        | Игры  | Голы  |
| ---------------- | ---------------- | ------------ | ------------ | ----------- | ----------- | ----- | ----- |
| Бельгия          |                  |              |              |             |             |       |       |
| 2024             | 0                | 0            | 1            | 0           | 1           | 0     |       |
| Всего за карьеру | Всего за карьеру | 0            | 0            | 1           | 0           | 1     | 0     |

### Матчи за сборную
| № | Дата            | Оппонент | Счёт | Голы | Карточки | Минуты | Соревнование            |
| - | --------------- | -------- | ---- | ---- | -------- | ------ | ----------------------- |
| 1 | 10 октября 2024 | Италия   | 2:2  | —    | —        | 3'     | Лига наций УЕФА 2024/25 |

Итого: 1 матч / 0 голов; 0 побед, 1 ничья, 0 поражений.